# Episodi di Black Hole High (terza stagione)
La terza stagione di Black Hole High è andata in onda negli USA dal 4 settembre 2004 al 26 marzo 2005 sui canali Discovery Kids e NBC.
| nº | Titolo originale | Titolo italiano                | Prima TV USA      | Prima TV Italia |
| -- | ---------------- | ------------------------------ | ----------------- | --------------- |
| 1  | Transference     | Fusione fredda                 | 4 settembre 2004  |                 |
| 2  | Nocturnal        | Una nottambula al Black Holsey | 11 settembre 2004 |                 |
| 3  | Allure           | Fascino irresistibile          | 25 settembre 2004 |                 |
| 4  | Tesseract        | Il cubo a quattro dimensioni   | 2 ottobre 2004    |                 |
| 5  | Camouflage       | Tyler il camaleonte            | 9 ottobre 2004    |                 |
| 6  | Nanotecnology    | Nano camera... macro paura     | 30 ottobre 2004   |                 |
| 7  | Vision           | Visone                         | 4 dicembre 2004   |                 |
| 8  | Hologram         | L'ologramma                    | 11 dicembre 2004  |                 |
| 9  | Probability      | Probabilità                    | 8 gennaio 2005    |                 |
| 10 | Chirality        | Immagini speculari             | 15 gennaio 2005   |                 |
| 11 | Friction         | Strani legami                  | 22 gennaio 2005   |                 |
| 12 | Past             | Passato                        | 19 marzo 2005     |                 |
| 13 | Inquiry          | Indagine scientifica           | 26 marzo 2005     |                 |